# グラーツ中央駅

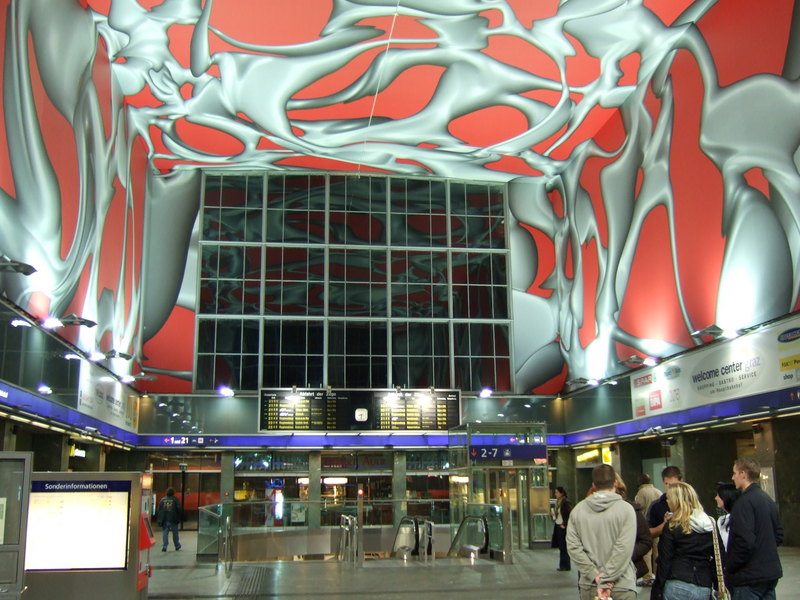
改修後の駅コンコース 2001～2003

グラーツ中央駅はシュタイヤ―マルク州グラーツ市に位置する駅であり、1 日あたり 42,000 人または 1 日あたり 520 本の電車を超える利用者が利用する、ウィーン以外のオーストリアで最も混雑する駅である。
この駅は、オーストリア連邦鉄道(ÖBB)、グラーツ ケーフラハ鉄道(GKB)、シュタイヤーマルク鉄道 (StB) の多数の長距離およびローカル輸送を結んでいる。
中央駅には 12 本の本線、多数の側線、10 本のホームがある。ニーゼンベルガーガッセ経由の車のアクセス (新規) である21番ホームには、自動車列車の積み込みポイントとなっている。
バス交通 (市バス、地方バス、長距離バス) とタクシー乗り場は、2 つの駅前広場にある複数のプラットフォームから発着している。
路面電車は地下ホームで接続している。

## 歴史
1825年から、ヨハン大公はドナウ川とアドリア海を結ぶ鉄道を提唱し、ウィーンとトリエステの主要港を結ぶ路線の建設を開始した。 
1844 年10 月21日 グラーツとMürzzuschlagを結ぶ路線が開通し、グラーツ南駅が開業した。アネン通りとケプラー通りも建設の一環として整備された。 
初代駅舎は、1843 年に建築家モーリッツ フォン ローアによって計画された、幅89メートル、高さ15メートルで、突き出たホール、長いアーチ型の窓、八角形の時計塔があった。
1860 年、南方鉄道が開業し、駅は手狭となった。 1871 年から 1876 年にかけて、建築家ヴィルヘルム フォン フラットティッヒは、歴史主義のスタイルで増築を行った。以前の建物は、1878 年までに増築のために取り壊された。 この 2 番目の駅舎には、3 つの大きなアーチ型の窓がある大きな中央ホールと、エンドパビリオンを備えた 2 つの下部縦棟があった。外観はザルツブルグ駅に似ており、現在もホールはこの形を踏襲している。
1900 年 7 月、試運転を実施し、 1914年4月27日駅施設の完全な電化が完了。 1913 年4月1日、駅名が現在のグラーツ中央駅に変更された。
1924 年、オーストリア連邦鉄道(BBÖ) が南方鉄道の運営を引き継ぎ、グラーツはフィラッハのサブディビジョンの下に置かれた。ナチスドイツによるオーストリアの併合後、グラーツはドイツ国鉄のウィーン国鉄管区に配属されましたが、第二次世界大戦以降、グラーツは再びフィラッハ管区に属している。
第二駅舎は第二次世界大戦で壊滅的な被害を受け、取り壊さなければならなかった。建物の再設計のためのコンペが開催され、建築家のヴィルヘルム・アドゥアッツが優勝した。彼は、戦後シンプルなスタイルで、北 2 階建て南棟 3 階建ての現在の受付棟の大きなガラス張りのエントランス ホールを計画し、1956 年の春に完成した。 
ホールは現在も保存されており指定建造物となっている。その間駅は数回拡張された。最近ではグラーツ中央駅 2020 プロジェクトの一環として 2016 年に再整備が行われた。再整備ではバリアフリー機能が拡充され、バリアフリー化率100％となった。 2001 年にはホールはショッピングアーケードを形成する 2 つのガラス製サイドウィングに囲まれた。それ以前は、北側の駅前広場にスーパーマーケットを併設したイビスホテルが建っていた。
003 年にグラーツが欧州文化首都となった際に、ピーター コグラーはメイン ホールの大規模なアート インスタレーションを設計した。ホールの天井には印刷された幾何学図形が描かれたプラスチックが貼られた。このインスタレーションは欧州文化首都の年の後に撤去される予定でしたが、住民や駅利用者からの好意的な反応により、インスタレーションは保存されることとなった。
プラットホームへの連絡通路は 1990 年代後半に再設計され、その機能的な設計でブルネル賞を受賞し、他の駅での同様の変換のプロトタイプとして機能した。
2003 年と 2004 年に、駅は乗客によってオーストリアで最も美しい駅に選ばれた。その後の選挙でも定期的に表彰台を獲得している。
2005年から2008年にかけて、3段階に分けて信号機の電子化（ESTW）が行われた。2008年からは、グラーツ広域圏のすべてのスイッチと信号を当駅から集中制御している。 

### 建設プロジェクト「グラーツ中央駅 2020」

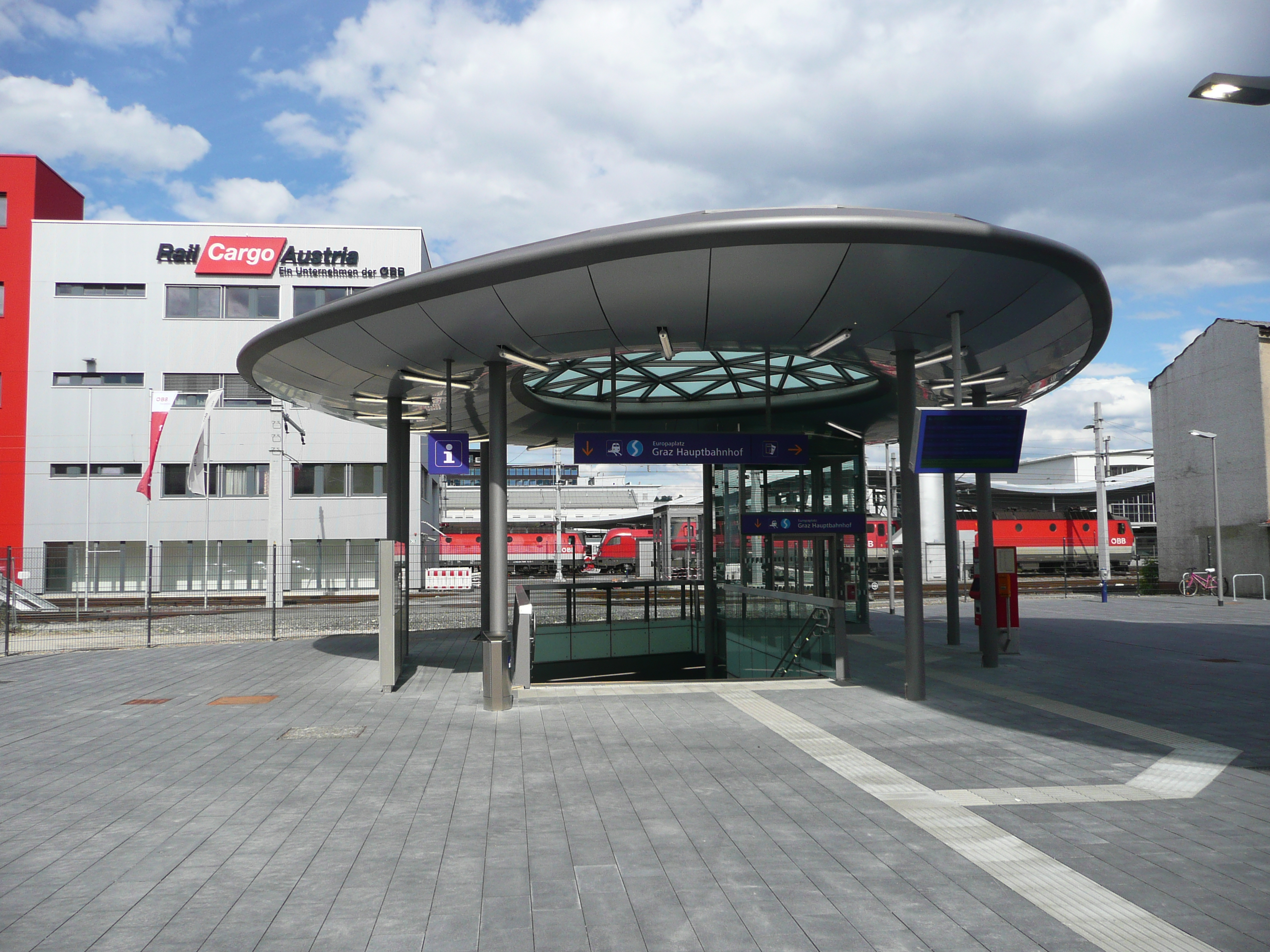
ワーグナービロ通り出口

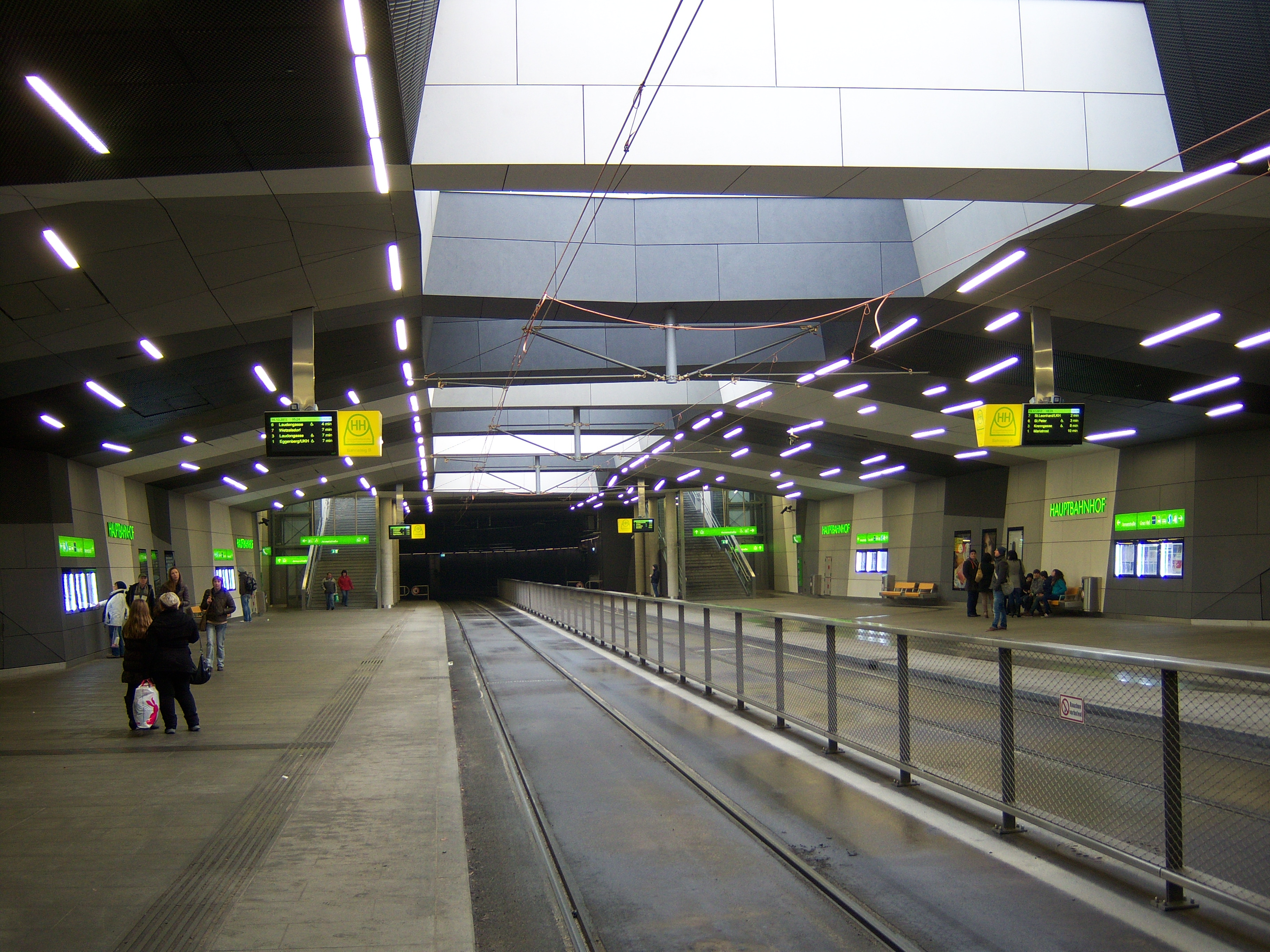
地下のトラム停留所

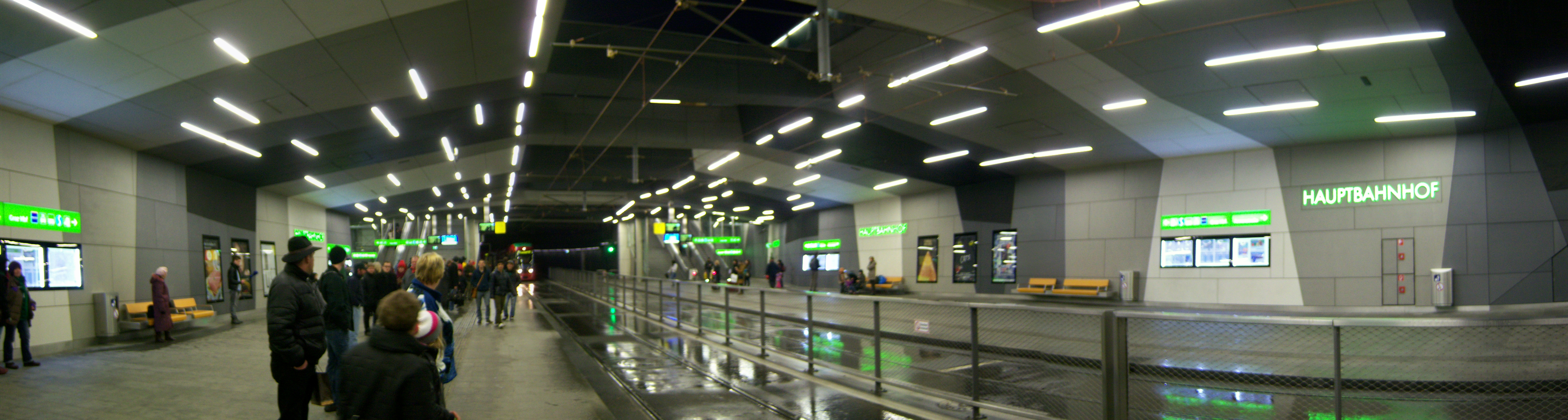
新停留所のパノラマ

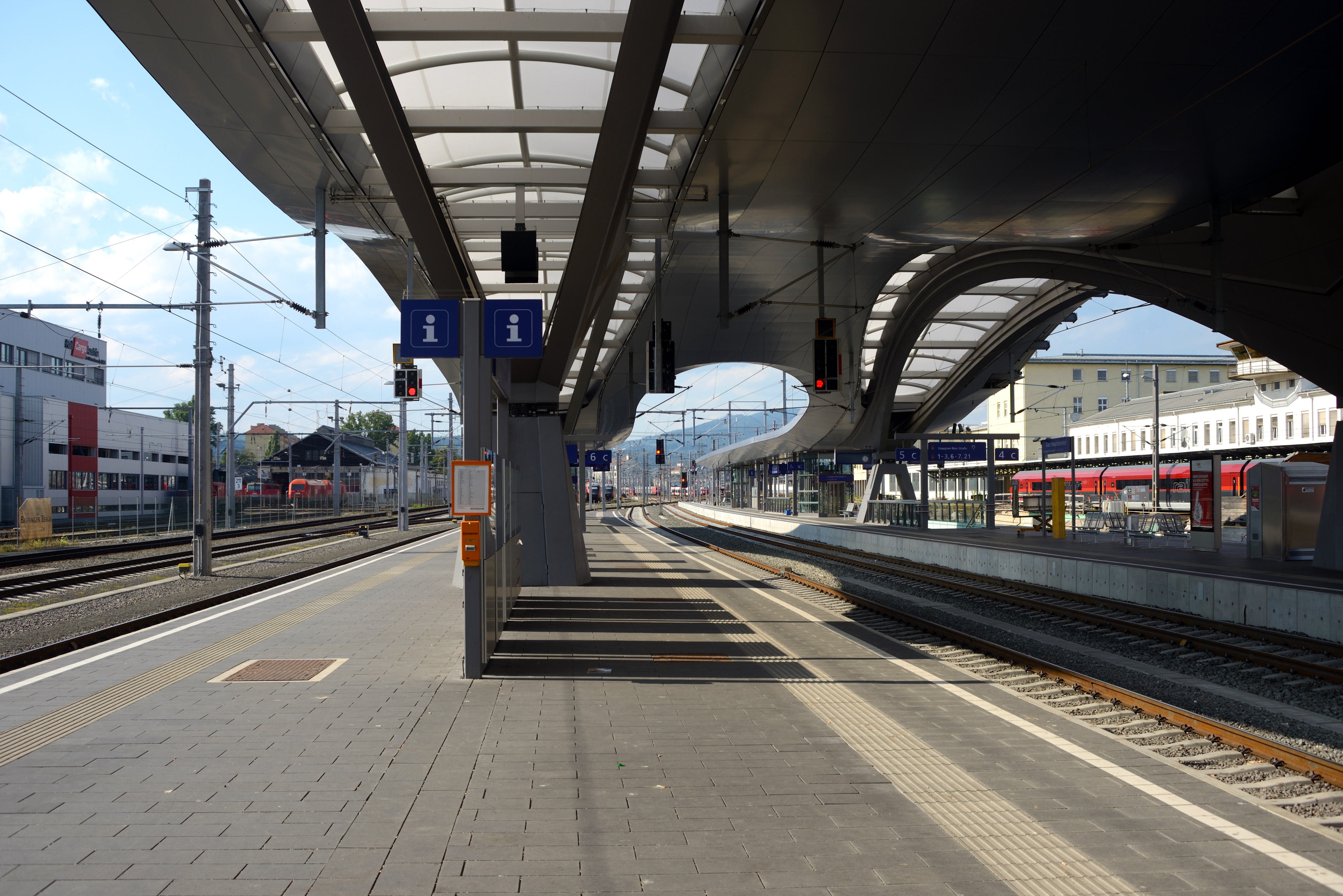
新6・7番ホーム

## 資料

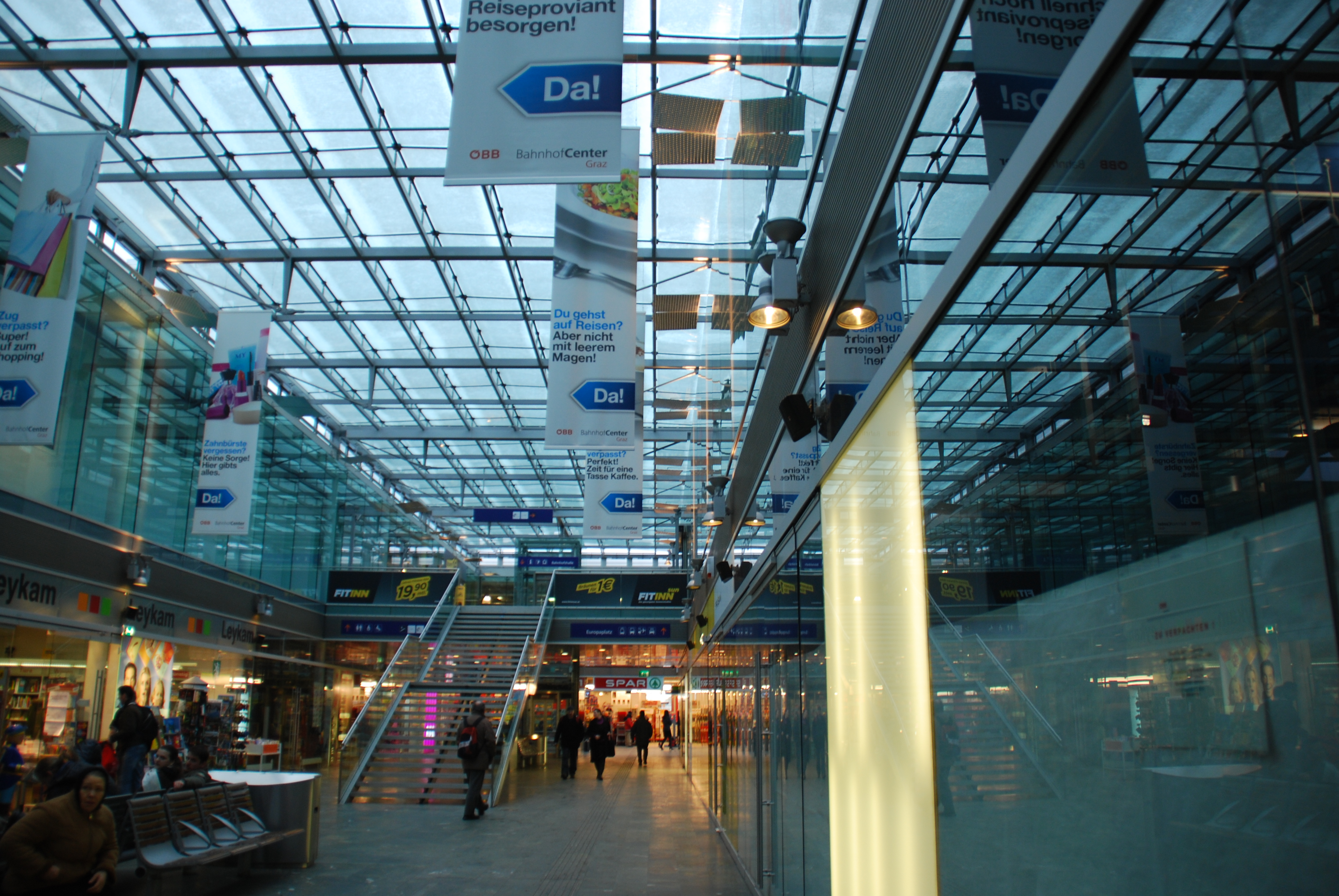
駅北ウイングのビジネスゾーン

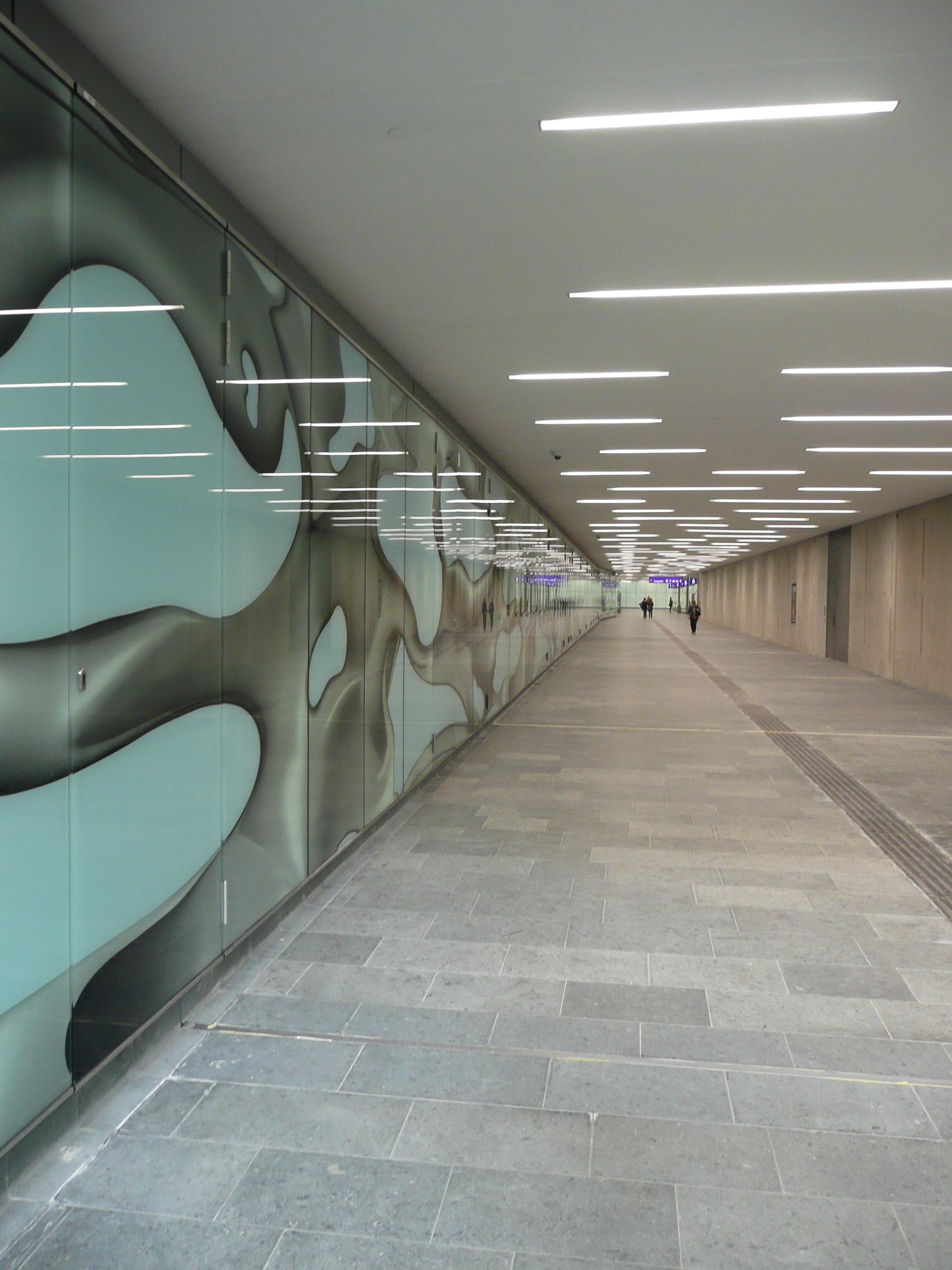
連絡通路北

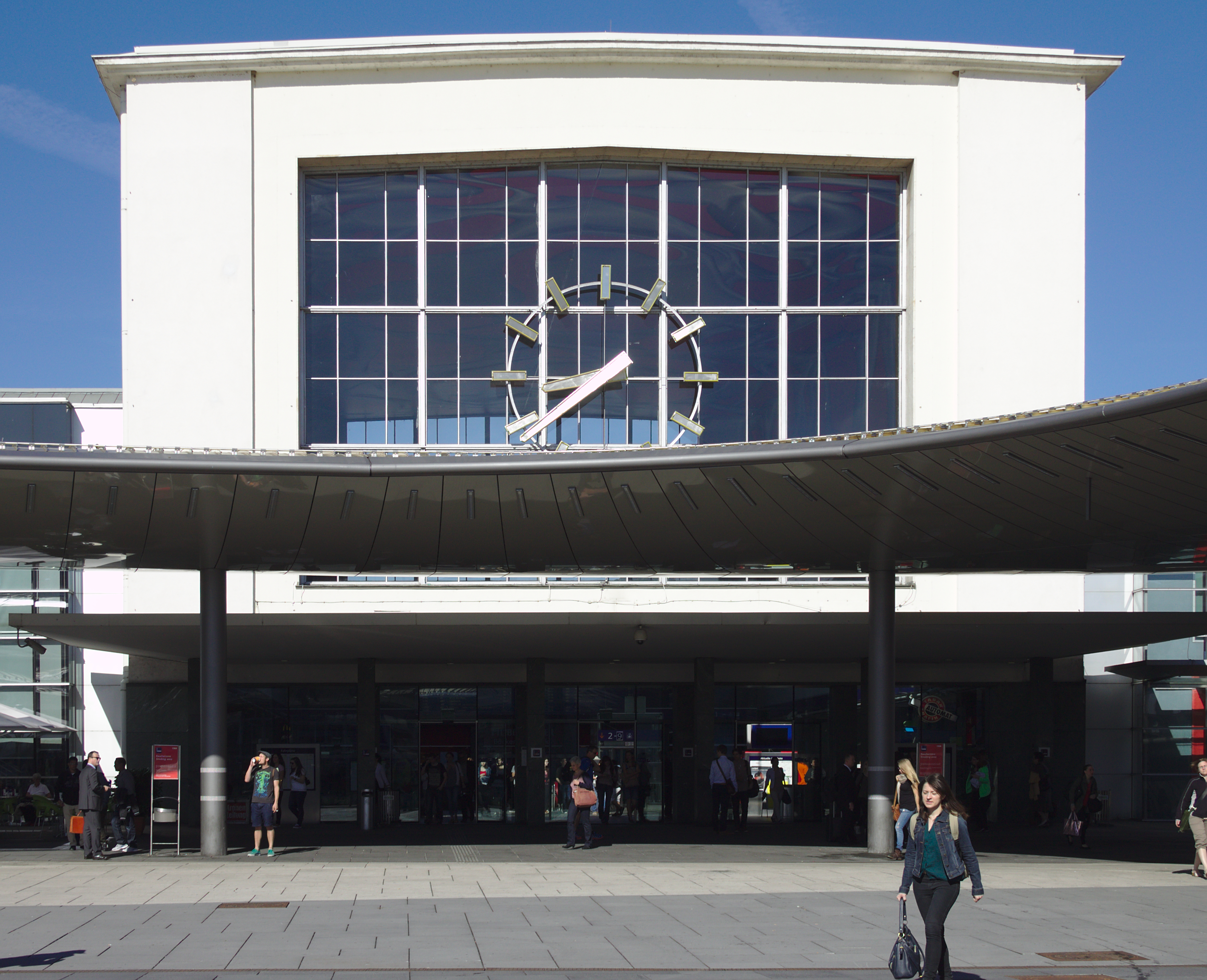
受付棟外観

## 所属路線

### 近郊路線
| 系統            | 行先 |
| --------------- | --- |
| </img>          | グラーツ中央駅- Frohnleiten - Bruck an der Mur                                                                        |
| </img>          | グラーツ中央駅– グライスドルフ – フェーリング (– セントゴットタード)                                                  |
| </img>          | グラーツ中央駅– ✈ グラーツ フェルトキルヒェン空港– カルスドルフ –シュピールフェルト通り (– バート ラートカースブルク) |
| </img></img>    | グラーツ中央駅- Wettmannstätten - Deutschlandsberg - Wies-Eibiswald                                                   |
| </img>          | グラーツ中央駅-リーボック                                                                                             |
| </img>          | (グラーツ中央駅–) Peggau-Deutschfeistritz- ウベルバッハ                                                               |
| </img>          | (グラーツ中央駅–) グライスドルフ- 小麦                                                                                |
| </img>          | Mürzzuschlag 、Fehring (-Szentgotthárd)、 Spielfeld-Strass 、 Bad Radkersburg 、 Leoben中央駅、Unzmarkt、 Selzthalへ  |
| トラム          | |
| </img>          | エッゲンベルク/UKH– マリアトロス                                                                                      |
| </img>          | 手綱の家-リーベナウ                                                                                                   |
| </img>          | スマートシティ– セントピーター                                                                                        |
| </img>          | ヴェッツェルスドルフ– LKH Med Uni/Klinikum Nord                                                                       |
| 市バス          | |
| </img>          | Ziegelstrasse – Hauptbahnhof S – 中央墓地                                                                             |
| </img>          | Hauptbahnhof S –STATEGG 肝臓の足                                                                                      |
| </img>          | メインステーションS - ラグニッツ                                                                                      |
| 62X             | メイン ステーション S – WKO-WIFI/tim                                                                                  |
| </img>          | 中央駅 S – 学校センター セント ピーター                                                                               |
| N1 （夜行バス） | ゲスティング -ハウプトバーンホフ S - ヤコミニプラッツ - マリアトロスト - フォリング P&R                               |
| N2 （夜行バス） | Webling - Reininghaus - Hauptbahnhof S - Jakominiplatz - 商工会議所                                                   |
| N7 （夜行バス） | Karl-Etzel-Weg - Hauptbahnhof S - Jakominiplatz - St.Leonhard - Ragnitz - Stifting                                    |
| 地域バス        | |
| 100             | 中央駅 S - Gratwein - Frohnleiten - Bruck/Mur                                                                         |
| 110             | 中央駅 S – Gratwein – Rein (– Enzenbach)                                                                              |
| 120             | 中央駅 S - Gratwein - Stiwoll                                                                                         |
| 121             | 中央駅 S – St. Oswald                                                                                                 |
| 130             | 中央駅 S - Gratwein - St. Pankrazen                                                                                   |
| 140             | 中央駅 S - Gratkorn - Semriach                                                                                        |
| 200             | (中央駅 S) - グラーツ AHP - ミッタードルフ - ヴァイツ                                                                 |
| 201             | (中央駅 S) - グラーツ AHP - Gschwendt - ヴァイツ                                                                      |
| X30             | Hauptbahnhof S – Graz AHP – Gleisdorf – Hartberg (Express > Graz - Gleisdorf 間は停車しません)                        |
| X31             | 中央駅 S - グラーツ AHP - アウトバーン - ハルトベルク                                                                 |
| 300             | 中央駅 S - グラーツ AHP - グライスドルフ - ハルトベルク                                                               |
| X40             | Hauptbahnhof S – Graz AHP – Gleisdorf – Ilz – Fürstenfeld (Express > は Graz と Gleisdorf の間に停車しません)         |
| X41             | 中央駅 S - グラーツ AHP - アウトバーン - フュルステンフェルト                                                         |
| 470             | 中央駅 S - グラーツ AHP - グライスドルフ - イルツ - フュルステンフェルト                                              |
| 500             | (中央駅 S) - グラーツ AHP - St.Stefan i.バラの谷                                                                      |
| 710             | 中央駅 S –Wärmendorf – Söding-Mooskirchen                                                                             |
| 711             | 中央駅 S - マンチャ - プレムシュテッテン - トーベルバート                                                             |
| 712             | 中央駅 S –Wärmendorf – St. Bartholoma                                                                                 |
| 720             | 中央駅 S - リーボッホ - ヴォイトベルク                                                                                |
| 760             | 中央駅 S - リーボッホ - ドイチュランツベルク                                                                          |
| X81             | 中央駅 S - アウトバーン - トロファイアッハ                                                                            |

### 長距離路線
| 系統           | 行先 | 発車間隔                   |
| -------------- | --- | -------------------------- |
| </img>         | グラーツ中央駅– ブルック アン デア ムール – ウィーン ノイシュタット中央駅 – ウィーン中央駅 (– ウィーン空港) | 2時間                      |
| </img>         | グラーツ中央駅– ブルック アン デア ムール – ウィーン ノイシュタット中央駅 – ウィーン中央駅 – ブルノ hl.n – プラハ hl.n (– ドレスデン中央駅 – ベルリン中央駅 – ベルリン シャルロッテンブルク)                   | 2時間                      |
| </img>         | グラーツ中央駅- ブルック アン デア ムール - レオーベン中央駅 - ウンツマルクト - フリーザッハ - クラーゲンフルト中央駅 - フィラッハ中央駅                                                                       | 毎日1本の電車              |
| </img>         | グラーツ中央駅– レオーベン中央駅 – セルツタール – リンツ中央駅 | 1日3組（2022年夏以降）     |
| </img>         | グラーツ中央駅- レオーベン中央駅 - セルツタール - ビショフスホーフェン - ザルツブルク中央駅 | 毎日3組の列車              |
| </img>         | グラーツ中央駅- レオーベン中央駅 - セルツタール - ビショフスホーフェン - シュヴァルツァッハ - ザンクト ファイト - ヴェルグル中央駅 - インスブルック中央駅                                                      | 1日に2本の列車             |
| </img>         | (リュブリャナ – マリボル – シュピールフェルト通り –)グラーツ Hbf – グライスドルフ – セントゴットタール – ソンバトヘイ – ジェール – ブダペスト k.                                                               | 毎日2組の列車              |
| </img>         | グラーツ中央駅- レオーベン中央駅 - セルツタール - ビショフスホーフェン - ザルツブルク中央駅 - フランクフルト中央駅 (- エアフルト中央駅) / ザールブリュッケン中央駅                                             | 毎日2組の列車              |
| </img>         | ウィーン中央駅 -グラーツ中央駅- シュピールフェルト通り - マリボル - ザグレブ Gl.K./リュブリャナ - トリエステ C.                                                                                                | 毎日2組の列車              |
| </img>         | グラーツ中央駅- レオーベン中央駅 - セルツタール - ビショフスホーフェン - シュヴァルツァッハ - ザンクト ファイト - インスブルック中央駅 - フェルトキルヒ - チューリッヒ中央駅                                   | 1日に2本の列車             |
| </img>         | グラーツ中央駅- ブルック アン デア ムール - ウィーン ノイシュタット中央駅 - ウィーン中央駅 - ボーミン - クラクフ Gł. – Przemyśl Gł.                                                                            | 1日に2本の列車             |
| D              | グラーツ中央駅- レオーベン中央駅 - セルツタール - ビショフスホーフェン - シュヴァルツァッハ - ザンクトファイト                                                                                                 | 1日に2本の列車             |
| D              | グラーツ中央駅- ライプニッツ - シュピールフェルト通り | 毎日3組の列車              |
| D              | グラーツ中央駅- ブルック アン デア ムール - ウィーン ノイシュタット中央駅 - ウィーン中央駅 | ペア列車 + 毎日の臨時列車  |
| </img>         | グラーツ中央駅- レオーベン中央駅 - セルツタール - ビショフスホーフェン - シュヴァルツァッハ - ザンクト ファイト - インスブルック中央駅 - フェルトキルヒ - チューリッヒ中央駅                                   | 1日に2本の列車             |
| </img> /</img> | グラーツ中央駅- ブルック アン デア ムール - ウィーン ノイシュタット中央駅 - ウィーン中央駅 - ボーミン - ヴロツワフ G. - ルブリン - ベルリン中央駅 - ベルリン シャルロッテンブルク/クラクフ Gł. – ワルシャワ W. | 1日に2本の列車             |
| </img>         | ブラチスラバ通りセント。 – ウィーン中央駅 –グラーツ中央駅– シュピールフェルト通り – マリボル – ザグレブ Gl.K. - スプリット                                                                                     | 週に 2 組の列車 (季節限定) |
| </img>         | クラクフ Gł. – Ostrava hl.n – Wien Hbf – Graz Hbf – Zagreb Gl.K. – オグリン – リエカ/スプリト | 週3便（2022年6月15日～）   |
| 長距離バス     | |                            |
| Intercitybus   | グラーツ中央駅– ヴォルフスベルク – クラーゲンフルト中央駅 | だいたい2時間おき          |
| FLIXBUS        | グラーツ中央駅– St.Michael – リンツ中央駅 (– ザルツブルク中央駅) | 個々の接続                 |